# Jozef Israëls
Jozef Israëls (Groninga, 27 gennaio 1824 – Scheveningen, 12 agosto 1911) è stato un pittore olandese.

## Biografia
Nacque a Groningen, da genitori ebrei, Naphtalie Hersch Abraham Israëls e Mathilda Salomons Polack Polak Drogist. Il padre, un agente di cambio, desiderava fosse un uomo d'affari come lui, e solo dopo aspri contrasti gli fu permesso di iniziare una carriera artistica, pur accettando di lavorare temporaneamente come impiegato nell'ufficio del padre. 
I primi  tentativi artistici avvengono sotto la guida di mediocri pittori della sua città natale, fino a che non si trasferì ad Amsterdam, dove divenne allievo di Jan Kruseman e poté frequentare la classe di disegno presso l'accademia. Trascorse due anni a Parigi, lavorando nello studio di François-Édouard Picot, in seguito tornò ad Amsterdam. Vi rimase fino al 1870, quando si trasferì a L'Aia per sempre.
Israëls è stato spesso paragonato a Jean-François Millet. Come artisti, ancor più che come pittori in senso stretto della parola, entrambi infatti hanno visto nella vita dei poveri e degli umili un motivo per esprimere con intensità particolare la loro umana compassione, ma Millet era il poeta della placida vita rurale, mentre in quasi tutte le immagini di Israëls c'è qualche nota di dolore lacerante.
Per caso, dopo una malattia, si recò a recuperare le forze alla villaggio di pescatori di Zandvoort nei pressi di Haarlem: lì rimase folgorato dalla tragedia della vita quotidiana della povera gente. Da allora è stato posseduto da una nuova vena di espressione artistica, sinceramente realistica, ricca di emozioni e di pietà.
 Frutto di questa nuova sensibilità sono dipinti, come Pasto frugale, Alla tomba della madre, Sul lastrico e Quando si diventa vecchi. Altre sue opere, molto note, sono: Il pescatore di Zandvoort, La casa silenziosa (con cui ha guadagnato una medaglia d'oro al Salon di Bruxelles nel 1858) e Il povero villaggio. Nel 1862 ottenne un grande successo a Londra con I naufraghi, due quadri che la rivista Athenaeum descrisse come le opere più toccanti della mostra.
Suo figlio Isaac Israëls divenne anch'egli un famoso pittore.

## Galleria d'immagini

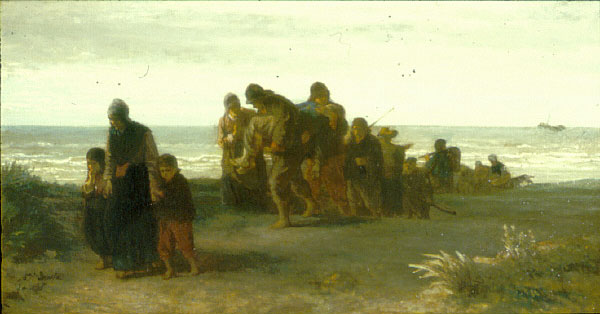
I naufraghi, 1862 Saint Louis Art Museum
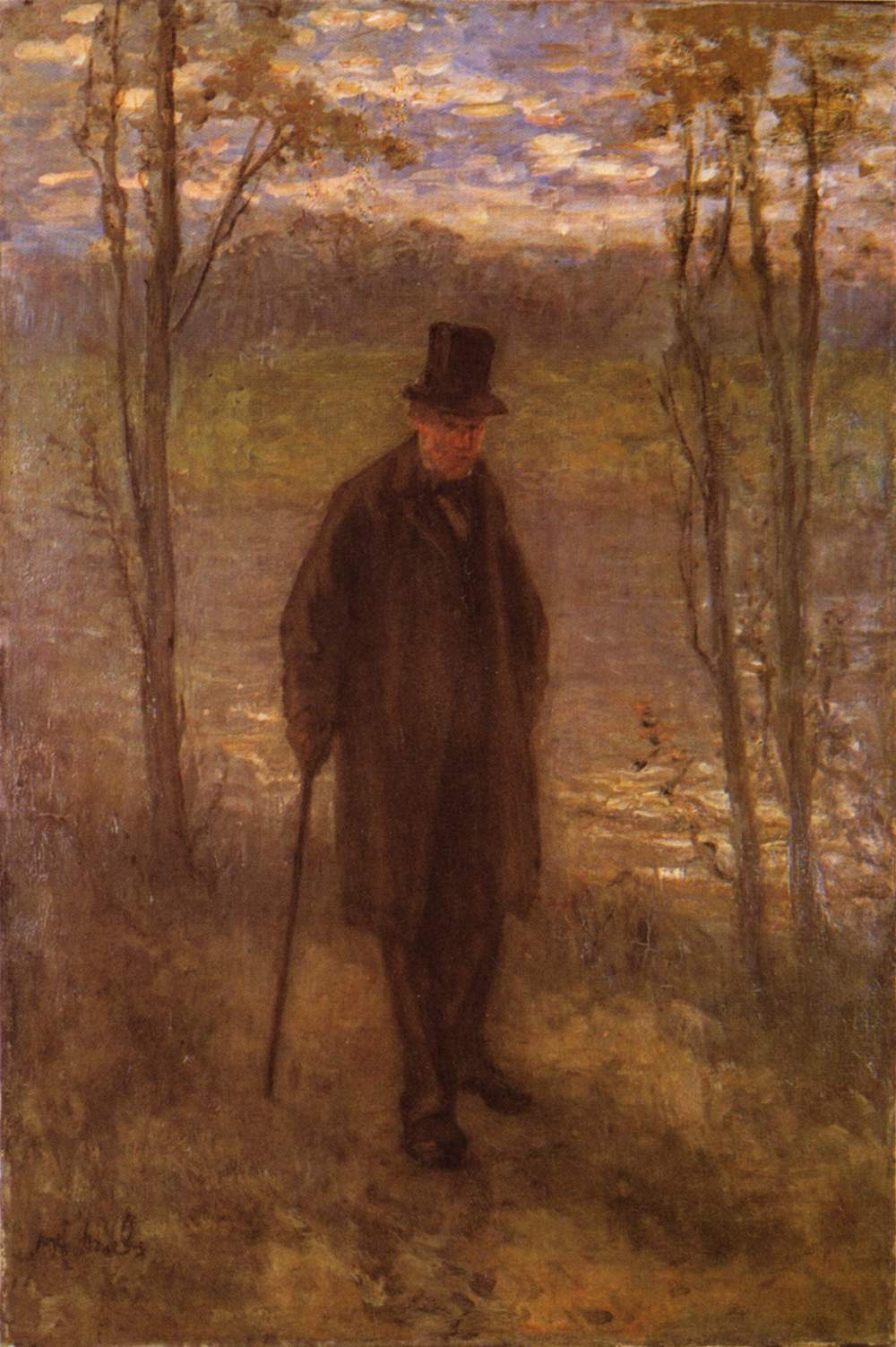
Invecchiare, 1878.
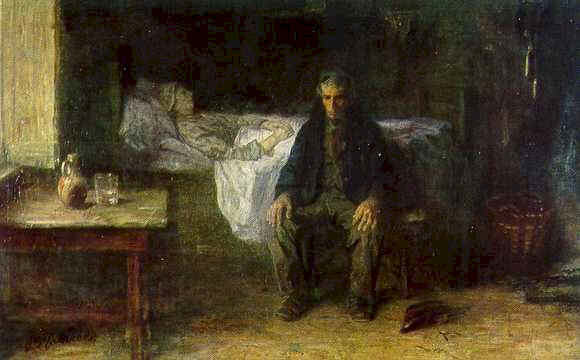
Solo al mondo, 1881.
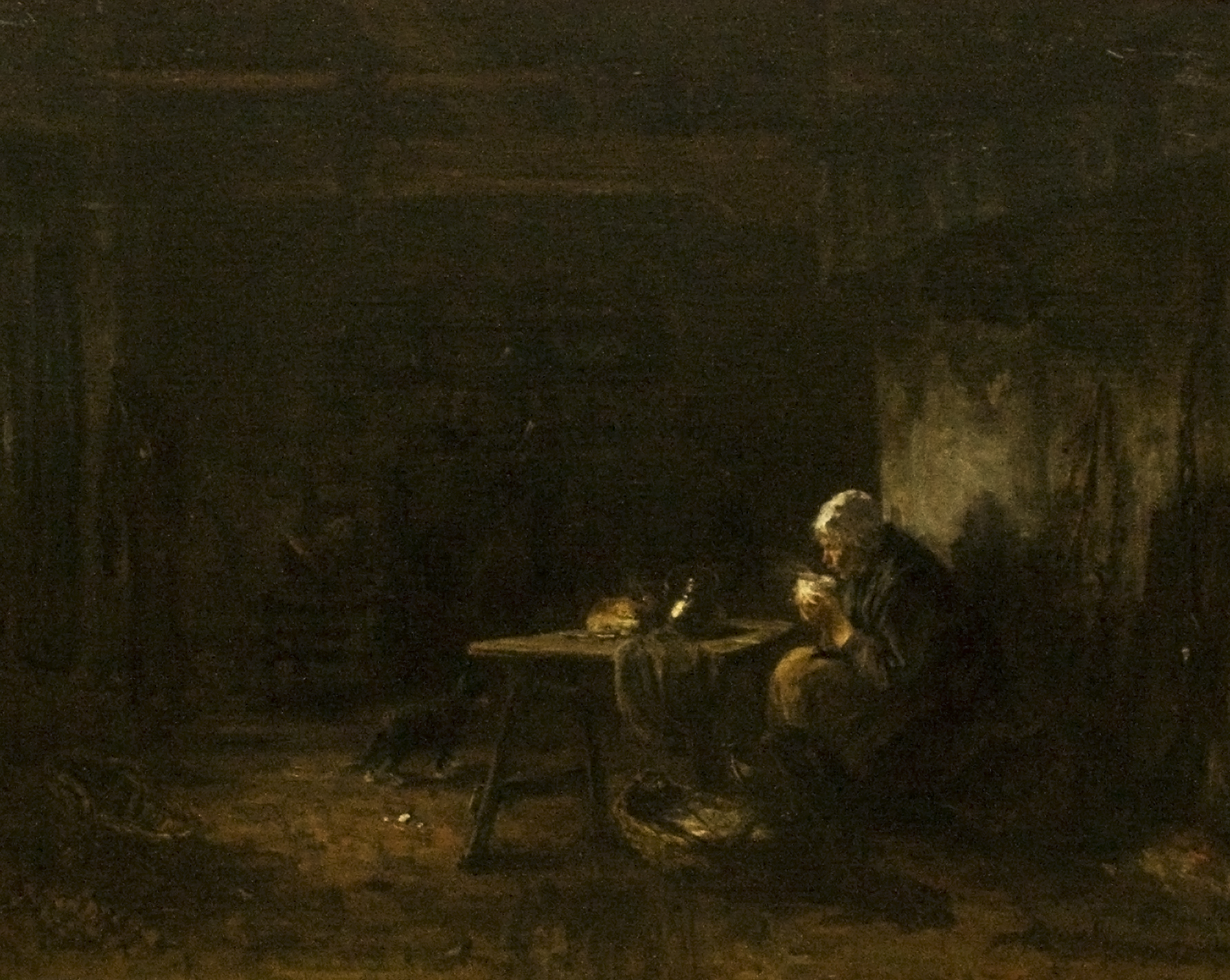
Pasto caldo, 1887
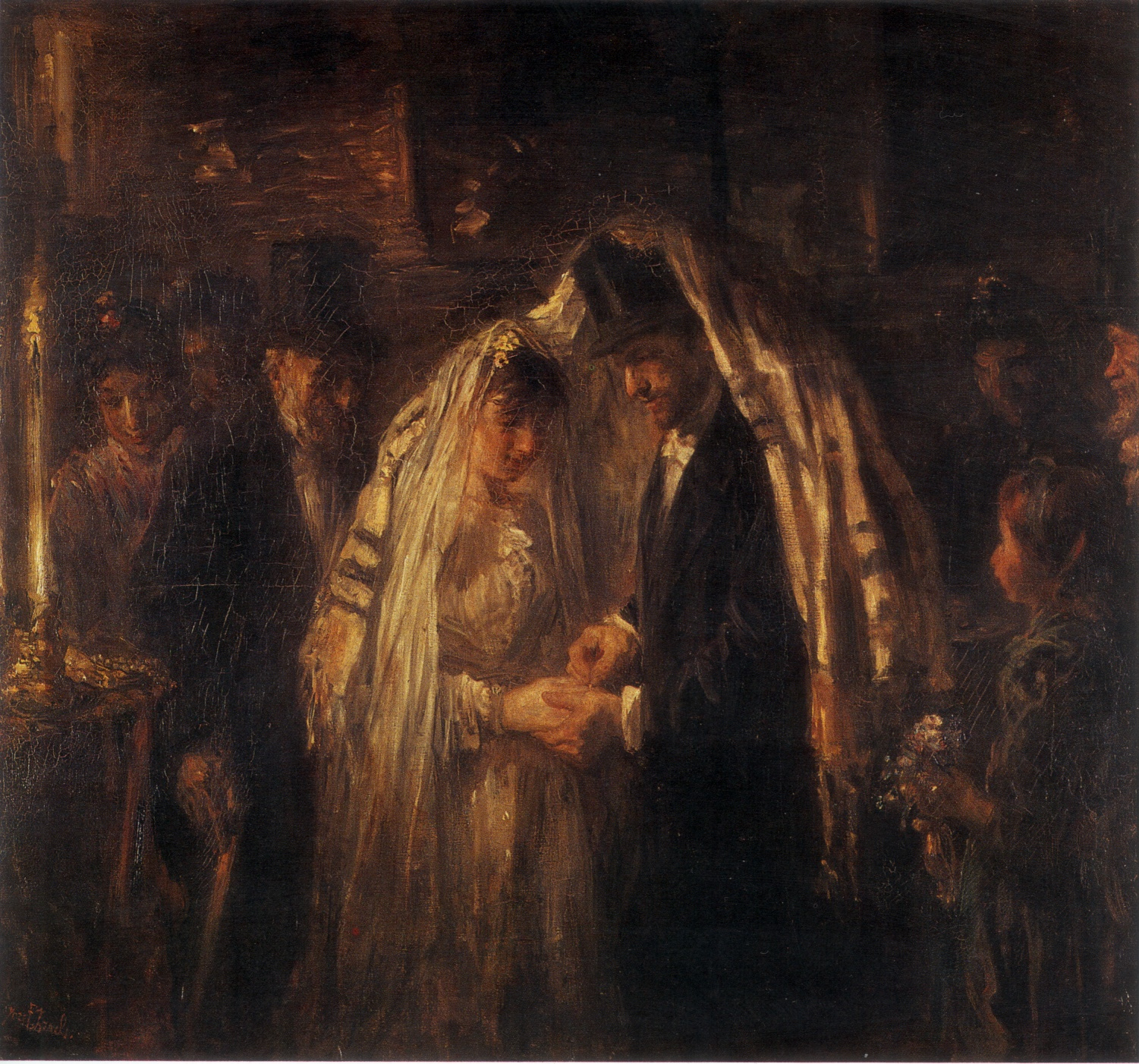
: Matrimonio ebraico, 1903